# Фотоскульптура

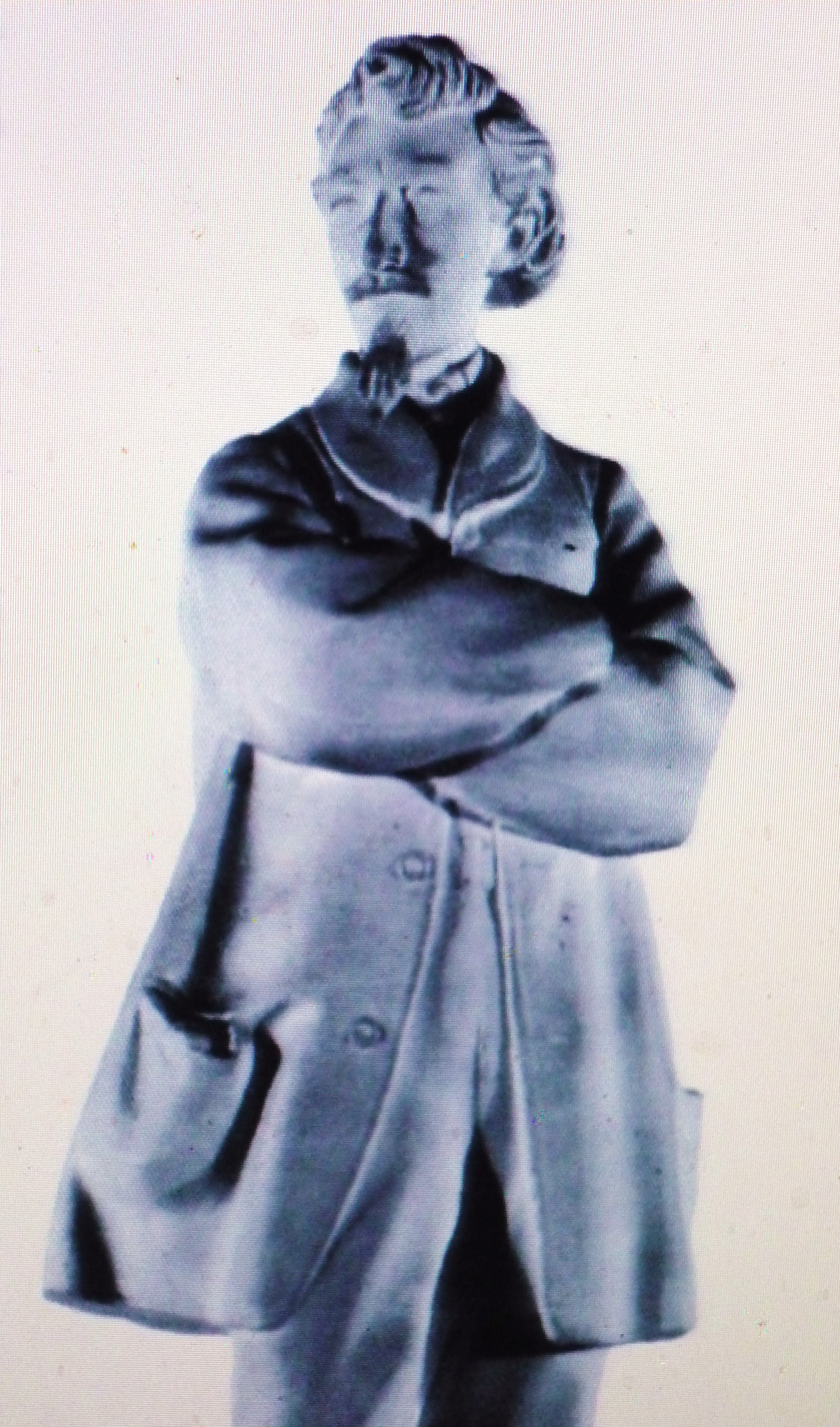
Фотоскульптурний портрет Франсуа Віллема

Фотоскульптура — різновид скульптури, що створюється за допомогою технології фотографії. Винайшов француз Франсуа Віллем 1860 року . Фотоскульптура створювалася за допомогою 24 фотоапаратів, розташованих навколо зображуваного об'єкта. Експоновані одночасно фотопластинки обробляли за оборотним процесом, даючи 24 діапозитиви для «чарівного ліхтаря». Зображення проєктувалися та трасувалися в глині або деревині за допомогою пантографа, створюючи таким чином об'ємну фігуру. Надалі отриманий зліпок можна було використати для формування ливарної матриці. Процес виявився придатним до створення недорогих портретних барельєфів і бюстів непрофесійними скульпторами. На Всесвітній паризькій виставці 1867 року фотоскульптури стали одним із «цвяхів» фотографічної експозиції.
Через дорожнечу та відсутність явних переваг перед класичною скульптурою та фотографією, фотоскульптура не набула поширення, а паризька студія Віллема закрилася 1868 року. Цьому сприяв опір художньої спільноти, яка побоювалася витіснення справжньої скульптури дешевим механічним копіюванням. Одним із найзапекліших критиків фотоскульптури був молодший Олександр Дюма. У XX столітті термін «фотоскульптура» почали використовувати стосовно артоб'єктів, створених із плоских фотовідбитків, наклеєних на об'ємні конструкції.